# Apiastrum
- Commons
- Wikispecies

Apiastrum é um género botânico pertencente à família Apiaceae.